# 莫羅 (俄勒岡州)
莫羅（英語：Moro）是美国俄勒冈州謝爾曼縣内的一座城市。2000年美国人口普查时它有337名居民，它是謝爾曼縣的县府，是俄勒冈州最小的县府。

## 地理
莫羅的地理位置为45°29′6″N 120°43′56″W / 45.48500°N 120.73222°W。
根据美国人口调查局数据，莫羅总面积为1.2平方公里，全部是陆地面积。

## 人口
根据2000年的人口普查数据莫羅有337名居民，分133个户，94个家庭，其人口密度为每平方公里271.1人。其中92.58%是白人、1.19%是非裔美国人、1.19%是美洲土著人、0.30%是亚裔美国人、3.26%是其它人中、1.48%是混血儿。西班牙裔或其他拉丁美洲裔的人占5.34%。
市内的133个户里35.3%有18岁以下的未成年人、52.6%是结婚夫妇、15.0%是带孩子的单身妇女、29.3%不是家庭、27.1%是单身汉、16.5%有65岁以上的老年人。平均每户2.53人，每个家庭平均有3.10人。
市内人口结构为30.9%在18岁以下、6.5%在18至24岁之间、22.3%在25至44岁之间、23.1%在45至64岁之间、17.2%在65岁以上。平均年龄为40岁。女子对男子的性别比为100：97.1，成年人的性别比为100：94.2。
市内每户的平均年收入为35,625美元，家庭的平均年收入为40,625美元。男子的平均年收入为35,313美元，女子的平均年收入为15,417美元。人均年收入为14,887美元。约14.7%的家庭和16.8%的人口生活在贫困线以下，其中包括19.0%的未成年人和9.8%的老年人。